# كيميائي التغذية

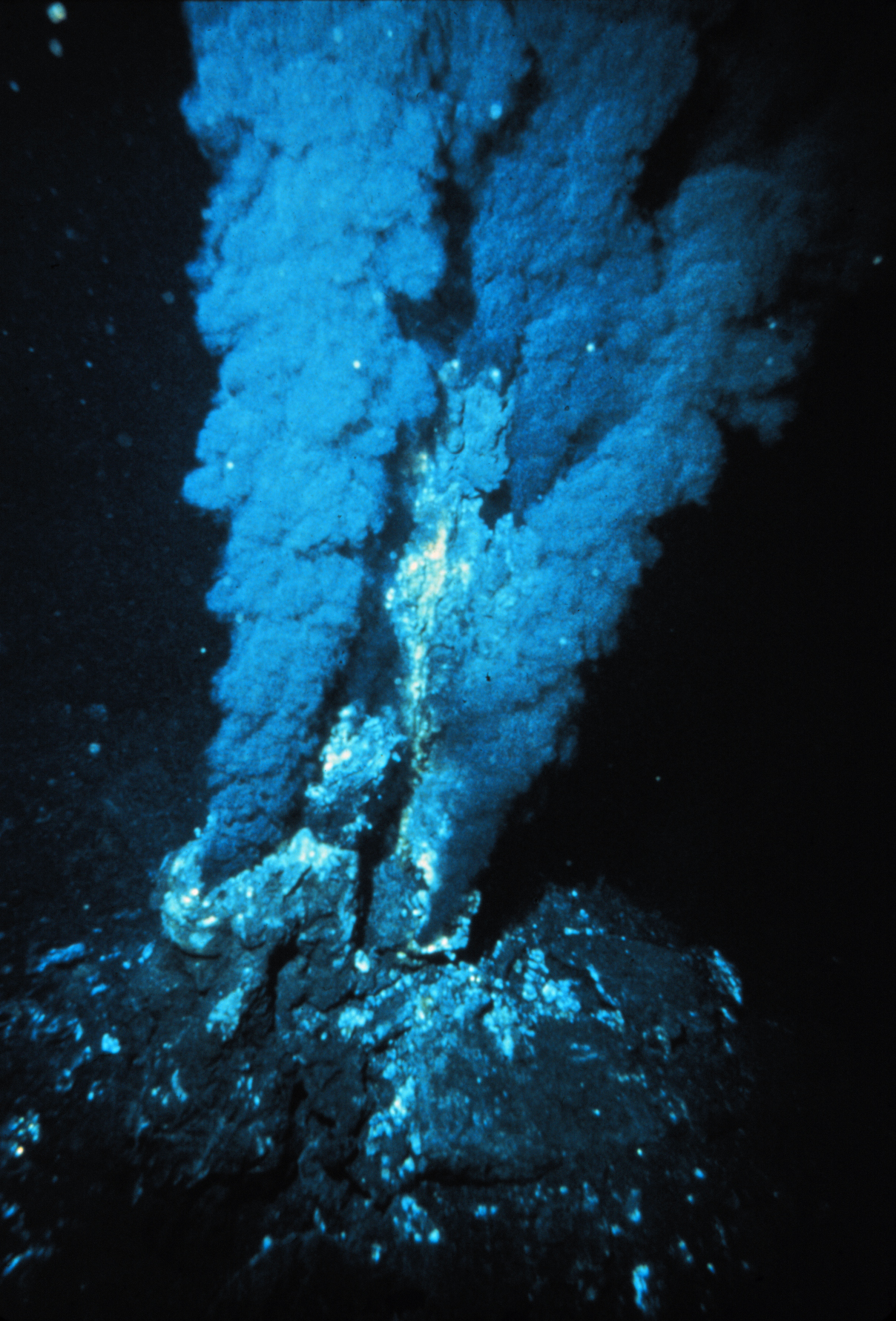
فتحة مائية حرارية في المحيط الأطلسي توفر الطاقة والمغذيات للكائنات البحرية

الكائن الحي كيميائي التغذية أو كيميائي التغذية هو كائن حي يحصل على الطاقة من أكسدة مانحات الإلكترونات في بيئته. وقد تكون هذه المركبات عضوية (كائن عضوي التغذية الكيميائي) أو لا عضوية (كائن جمادي التغذية الكيميائي)، وهي من حيث التسمية على النقيض من الكائنات ضوئية التغذية، التي تستعمل الطاقة الشمسية؛ ولهذا سميت كيميائية التغذية لتوضيح الفرق بينها وبين الكائنات ضوئية التغذية. ويمكن أيضا إيجاد نوعين من هذه الكائنات فهي يمكن أن تكون ذاتية التغدية أو غيرية التغدية.